# Wardell (zespół)
Wardell – grupa muzyczna grająca indie folk i rock założona przez rodzeństwo Sashę i Theo Spielberg.

## Historia
Sasha i Theo Spielberg są dziećmi reżysera Stevena Spielberga i Kate Capshaw. Jako dzieci, razem wystawiali teatry pacynkowe i wykonywali tzw. covery. Ich prawdziwa kariera zaczęła się w 2010 roku, w 2012 roku zaczęły się ich występy na żywo. Theo poprosił swoją siostrę Sashę, żeby zaśpiewała z nim piosenkę, z którą "bawił się" (miał problemy) od czasów college'u. Później owa piosenka stała się utworem "Opossun" i została okrzyknięta piosenką dnia w radiu NPR pod koniec 2011 roku. Theo powiedział, że ich duet stworzył tę piosenkę bardzo szybko, "coś około w godzinę". Piosenka ta przyniosła naturalny rozgłos w całym kraju i doprowadziła do podpisania przez rodzeństwo kontraktów z Roc Nation. Zespół grał na festiwalu South by Southwest w marcu 2013 roku, tego samego roku w lecie wydali swoją własną składankę.
Nazwa zespołu, "Wardell", wywodzi się od drugiego imienia Theo i pseudonimu ich matki. Sasha jest wokalistką grupy, Theo gra na gitarze, pianinie, perkusji i na innych instrumentach. Duży wpływ na zespół Wardell miały piosenki "Is This It" grupy The Strokes, "Stripped" Christiny Augilery i "Pearl" Janis Joplin. Rodzeństwo planuje wydać pełny album.

## Przyjęcie w środowisku muzycznym
Christopher R. Weingarten z magazynu Spin opisał ich muzykę jako "smak miesiąca... sprzed dwóch lat" i dodał, że dziennikarze muzyczni nie traktowali poważnie grupy, mimo tego, że mieli dosyć dużą publiczność. Jessica Hopper z magazynu Rookie nie uważała, żeby muzyka zespołu Wardell była nadzwyczajna i dodała, że ich sława nie jest proporcjonalna do ich statusu nowego zespołu. Krytycy byli sfrustrowani trudnością sklasyfikowania gatunku, który prezentowali Spielbergowie. Wątpili oni również, że ich popularność byłaby tak duża, gdyby nie wpływy kulturowe ich ojca.